# Masalia metarhoda
Masalia metarhoda là một loài bướm đêm trong họ Noctuidae.